# AVT
Ban tam ca trào phúng AVT hoặc Ban kích động nhạc AVT là một ban tam ca nổi tiếng với những bản nhạc có lời ca dí dỏm, châm biếm tại Sài Gòn trước năm 1975.

## Hoạt động

### 1958-1975: Trong nước
Ban AVT được thành lập năm 1958, gồm các ca nhạc sĩ Anh Linh (guitar), Vân Sơn (trống) và Tuấn Đăng (contrebasse). Họ là nhân viên dân chính và hạ sĩ quan thuộc Tiểu đoàn Văn Nghệ - Nha Chiến tranh Tâm lý. Vì áp dụng thiết quân luật nên Ban Tam ca AVT ban đêm phải trốn ra hát thường trực từ 9 giờ tối tới 2 giờ sáng tại Phòng trà Anh Vũ, đường Bùi Viện.
Tháng 6 năm 1962, Anh Linh tức Trung Sĩ Trần Đình Kế theo học Khóa 3 Sĩ quan đặc biệt, nhạc sĩ Hoàng Hải (tên thật Lưu Duyên) phải đổi tên là Anh Hải để hát thế vào chữ A.
Đến năm 1966 thì Lữ Liên vào thế cho Hoàng Hải. Với vai trò là trưởng ban mới của AVT, Lữ Liên đưa ra hai thay đổi lớn:
- Thứ nhất, đổi danh xưng chính thức cho AVT là Ban Tam Ca Trào Phúng AVT, thay vì Ban Kích Động Nhạc AVT.
- Thứ hai, bỏ 3 nhạc khí Tây Phương. Chỉ sử dụng những nhạc khí cổ truyền Việt Nam. Từ đó Vân Sơn chơi Tỳ Bà, Tuấn Đăng chơi đàn đoản và Lữ Liên sử dụng đàn nhị tức đàn cò.

Nhạc hài của AVT (hầu hết do các nhạc sĩ Lữ Liên và Duy Nhượng sáng tác) phát triển trên nền âm nhạc dân tộc (đặc biệt là xẩm, các làn điệu Dân ca Bắc Bộ và Trung Bộ) nên nghe rất gần gũi mà cũng rất vui nhộn. Ra sân khấu biểu diễn, AVT diện khăn đóng, áo gấm thụng ba màu khác nhau. Mỗi người sử dụng một nhạc cụ dân tộc: Đàn sến (Tuấn Đăng), Đàn nhị (Lữ Liên) và Trống (Vân Sơn). Khi có những câu thoại thì mỗi người nói rặt giọng của mỗi miền Bắc, Trung, Nam.
Từ năm 1966 đến 1967, chính phủ Việt Nam Cộng hòa theo đuổi chương trình trao đổi văn hóa với các nước Châu Á. AVT với thành phần trên đã theo Đoàn Văn Nghệ Việt Nam của nhạc sĩ Hoàng Thi Thơ trình diễn tại rất nhiều quốc gia như Lào, Cao Miên, Phi Luật Tân, Thái Lan, Tân Gia Ba, Mã Lai, Nhật Bản...
Từ năm 1968 đến 1969 thì “Ban Tam Ca Trào Phúng AVT” đi vào một thời kỳ cực thịnh với những chuyến lưu diễn tại nhiều quốc gia Âu Châu.
Sau sự kiện 30 tháng 4 năm 1975, ban AVT tan rã. Anh Linh bị tù cải tạo tại Hoàng Liên Sơn, Vĩnh Phú. Vân Sơn chết lúc chạy trốn Cộng sản khi nhảy xuống cầu Thị Nghè. Tuấn Đăng còn ở lại đánh đàn tại Tiếng Dương Cầm khu cư xá Sĩ Quan Chí Hoà đường Lê văn Duyệt cũ. Còn Lữ Liên sang Hoa Kỳ lập ban AVT mới gồm 3 người.

### 1975-Thập niên 2000: Hải ngoại
Đầu năm 1976, dưới sự ủng hộ của Hoàng Thi Thơ, Lữ Liên đã lập Ban Tam Ca Trào Phúng AVT Hải Ngoại với Ngọc Bích, Vũ Huyến (tức Vũ Minh, tác giả bài "Cô hàng nước") và Lữ Liên.
Ngày 14 tháng 2 năm 1977, Trường Duy vào thay thế cho Ngọc Bích, sang Âu châu trình diễn trong vòng 19 ngày.
Ngày 1 tháng 12 năm 1977, sang Cộng hòa Trung Phi trình diễn nhân ngày Hoàng Đế Bokassa Đệ Nhất đăng quang.
Năm 1988, tăng cường thêm nữ nghệ sĩ Thúy Liễu để sang Úc trình diễn tại Sydney trong một chương trình kịch vui kéo dài trong 10 ngày.
Năm 1992, Hoàng Long vào thay thế cho nhạc sĩ Vũ Huyến.
Vào dịp Xuân Giáp Tuất 1994, trung tâm Giáng Ngọc tung ra cuốn video đầu tiên của AVT tại hải ngoại. Dựa theo một áng thơ tuyệt tác của nữ sĩ Hồ Xuân hương, nhạc sĩ Lữ Liên lần đầu tiên trình diễn chung với 2 nữ nghệ sĩ Thúy Lan và Thúy Hương để trình bầy nhạc phẩm Đánh Đu, với phần nhạc do Lữ Liên tự đảm trách, nhạc sĩ Ngọc Bích hòa âm và sử dụng Keyboard.
Họ góp mặt cùng Trung tâm Asia trong hai cuốn DVD Asia 10 "Gởi người một niềm vui" (ghi hình tại Montréal, Canada năm 1995) (bài Chúc Xuân của Lữ Liên) và Asia 11 "Thơ và Nhạc" (1996) (bài Đánh cờ - Nhạc Anh Bằng, Thơ Hồ Xuân Hương). Cùng với đó là đã thu âm 2 CD, đều được Trung tâm Asia sản xuất và phát hành vào năm 1992.
- AsiaCD 31: Tướng Sỹ Tượng - gồm 7 bài
- AsiaCD 44: AVT Hải Ngoại - gồm 7 bài

Sau những năm 2000, Ban Tam Ca Trào Phúng AVT Hải Ngoại dần tan rã do các thành viên đều đã lớn tuổi.

## Một số bản nhạc
- Ai lên xe buýt
- Ba ông bố vợ
- Ba chàng tị nạn (hải ngoại)
- Ba người thợ khéo (hải ngoại)
- Canh cua rốc
- Cô Tây đen
- Chúc xuân
- Chuyện vui của lính
- Cò Tây cò Ta
- Du xuân
- Đánh cờ (Trần Tân Thanh[3])
- Gái trai thời đại
- Gốc mít (Lữ Liên & Anh Bằng, 1985)
- Hội sợ vợ (hải ngoại)
- Lịch sử mái tóc huyền
- Lơ thơ tơ liễu
- Mảnh bằng
- Ông nội trợ
- Tam nghiệp 1 & 2
- Tập lái Vespa (Trần Tân Thanh)
- Tiên hạ giới (Tiên Sài Gòn)
- Trăng sáng đêm rằm
- Tuổi đôi mươi (Dậy thì)

## Thành viên
- Lã Văn Liên (Lữ Liên) (1920 - 2012)
- Trần Minh Tuyên (Tuấn Đăng) (1938  - 2016)
- Trường Duy (1948 - 2019)
- Lương Đức Thọ (Hoàng Long) (1936 - 2020)
- Vân Sơn (? - 1975)
- Trung Sĩ Trần (Anh Linh)
- Hoàng Hải (Anh Hải)
- Vũ Huyến
- Ngọc Bích
- Thúy Liệu